# Osiedle Tysiąclecia
Osiedle Tysiąclecia (Quận kỷ niệm 1000 năm) là một quận của Katowice và là một trong những quận lớn nhất ở Ba Lan. Nó nằm ở phía bắc của Katowice, trên vùng đất từng bị chiếm đóng bởi các làng Bederowiec, Sośnina và phía đông Klimzowiec. Việc xây dựng quận bắt đầu vào năm 1961 trong thời kỳ Cộng hòa Nhân dân Ba Lan. Tên được chọn là năm 1961 là một kỷ niệm 1000 năm thành lập Ba Lan.
Quận có diện tích 1,88 km 2 và tính đến năm 2007 có 12.480 cư dân.
Quận giáp với thị trấn Chorzów ở phía tây, phía đông biên giới là ul. Bracka (đường Bracka), ở phía nam sông Rawa và quận Załęże, từ phía bắc biên giới được hình thành bởi công viên giải trí và văn hóa Silesian (Công viên Wojewódzki Kultury i Wypoczynku). Quận được hình thành bởi một vài chục tòa nhà chung cư cao đến vài chục mét mỗi tòa. Lớn nhất trong số đó là "Kukurydze" (Maize) có chiều cao 82 mét (24 tầng), khiến chúng trở thành tòa nhà chung cư cao thứ hai ở Ba Lan.